# Sergio Jaramillo Caro
Sergio Jaramillo Caro (Bogotá, 17 de octubre de 1966) es un filósofo, filólogo, asesor político y diplomático colombiano.
Jaramillo Caro fue embajador de Colombia en Bruselas durante los gobiernos de Juan Manuel Santos  e Iván  Duque. Fue consejero de paz del presidente Juan Manuel Santos a mediados de la década de los 2010.

## Biografía
Sergio Jaramillo Caro nació en Bogotá, el 17 de octubre de 1966, en el seno de una familia de la aristocracia local. Se educó junto a sus primos y otros parientes en el colegio Anglo colombiano, fundado en 1956 por su tío abuelo Jaime Jaramillo Arango.

### Formación académica
Estudió filosofía en la Universidad de Toronto y es filólogo de la Universidad de Oxford. Tiene una maestría en Filosofía de la Universidad de Cambridge y fue candidato a doctor en griego de la Universidad de Heidelberg en Alemania.
Habla diversos idiomas entre ellos español, inglés, alemán y francés, de forma fluida y tiene conocimientos en italiano y ruso.

### Carrera diplomática
Del 2000 al 2001 trabajó en la Cancillería, donde el ministro Guillermo Fernández de Soto lo nombró su asesor para el programa de Diplomacia para la Paz.
De 2001 a 2002 fue consejero político de la Embajada de Colombia en Francia, en donde trabajo con los embajadores Juan Camilo Restrepo y luego con Martha Lucía Ramírez.
Se desempeñó como embajador de Colombia en Bélgica durante los gobiernos de Juan Manuel Santos  e Iván  Duque Márquez. 

### Asesor político y estratégico
De 2002 a 2004 fue nombrado asesor para asuntos políticos y estratégicos del Ministerio de Defensa Nacional, en cabeza de Martha Lucía Ramírez, y allí fue el encargado del desarrollo, la coordinación y redacción de la Política de Defensa y Seguridad Democrática entre 2002 y 2003.
Entre 2004 y 2006 deja de ser funcionario público y se convierte en director ejecutivo de la Fundación Ideas para la Paz (FIP), un tanque de pensamiento. En la FIP fue el encargado de dirigir un equipo de trabajo que público la serie “Siguiendo el Conflicto” que alcanzó una gran influencia dentro de los análisis del conflicto armado colombiano. Allí publicó 45 números de este boletín de información y análisis.
Antes de dejar la dirección de la FIP publica en El Tiempo un artículo donde analiza el impacto de la presión por las bajas dentro de las FFMM (‘body count’) y sus peligrosas consecuencias.
Entre 2006 y 2009 trabajó con Juan Manuel Santos como viceministro para los derechos humanos y asuntos internacionales del Ministerio de Defensa. Su trabajo se centró en la denuncia de falsos positivos dentro del Ejército, promoviendo que la Fiscalía asumiera las investigaciones por homicidios y que se excluyera a la justicia militar, y su papel fue clave en la posterior expulsión de un grupo de 27 altos oficiales de las filas del Ejército. A su vez diseñó políticas como la de derechos humanos, que regula el uso de la fuerza;  fue defensor de la política de consolidación con enfoque civil, y uno de los mayores impulsores de políticas y acuerdos  de desmovilización.

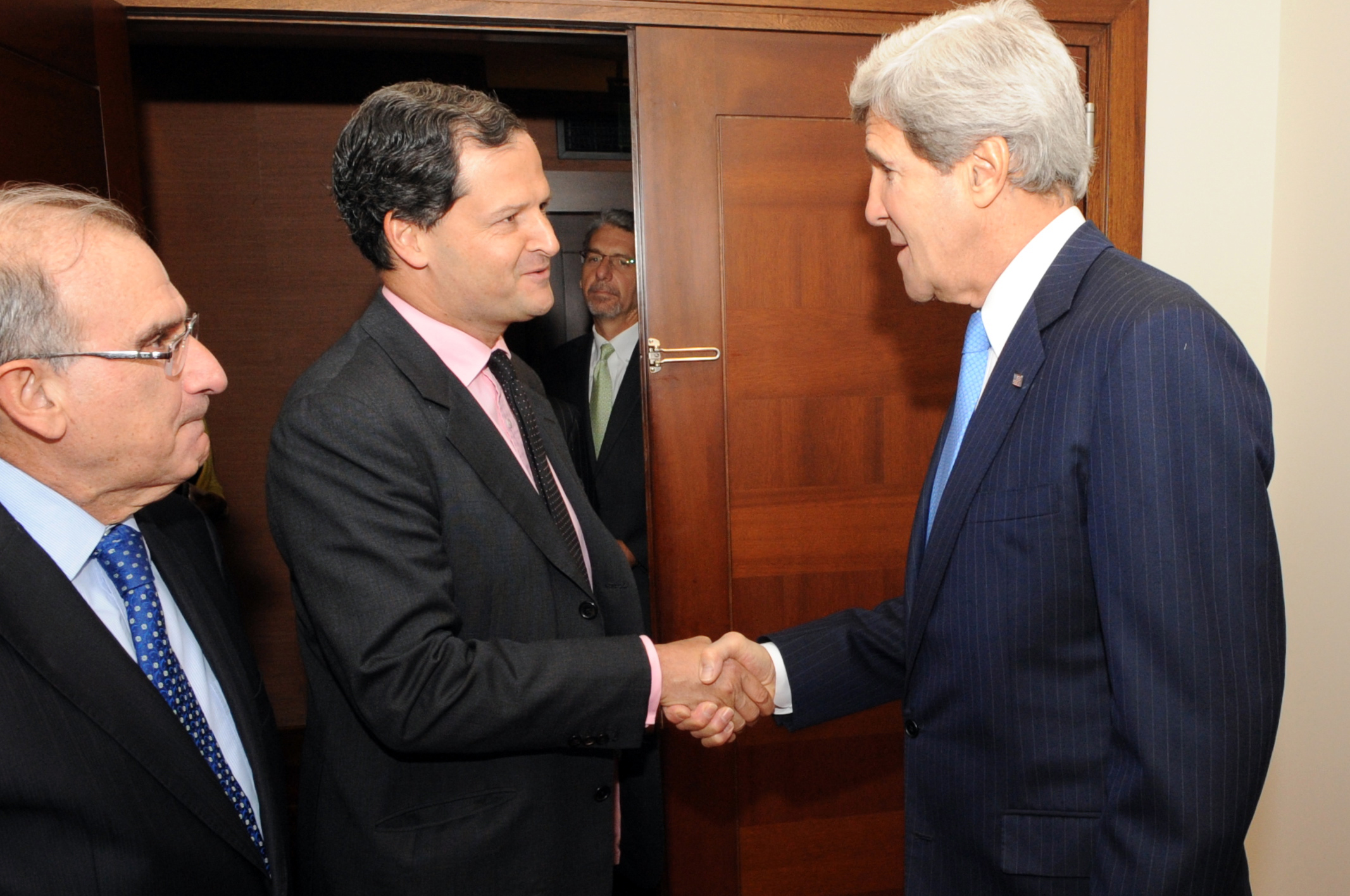
Jaramillo y John Kerry en 2013.

Entre 2009 y 2010 fue investigador de la Facultad de Administración de la Universidad de los Andes, desde donde lideró la creación del grupo Amigos de La Macarena, como un mecanismo para trazar puentes entre la empresa privada y la política de consolidación territorial.
Entre 2010 y 2012 ejerció el cargo de Alto Consejero Presidencial para la Seguridad Nacional, del gobierno de Juan Manuel Santos. En este cargo impulsó la reactivación del Consejo Nacional de Seguridad en donde hubo un especial énfasis en la lucha contra las bandas criminales (bacrim) y en el fortalecimiento de la Política de Consolidación Territorial. En este periodo también ejerció como encargado las funciones de Alto Comisionado para la Paz.
Desde 2010 y hasta el anuncio público en septiembre de 2012, fue la cabeza del equipo de gobierno encargado de liderar los acercamientos y la fase exploratoria de conversaciones con las FARC.
Fue  responsable de las negociaciones secretas que llevaron a la firma del acuerdo marco “Acuerdo General para la Terminación del Conflicto” entre el gobierno colombiano y la guerrilla de las FARC en agosto de 2012, y fue parte de la delegación del gobierno en las conversaciones en La Habana, Cuba.
En septiembre de 2012 es designado en propiedad como Alto Comisionado para la Paz.
Junto a Humberto de la Calle, jefe negociador del Gobierno Nacional, fueron los encargados de liderar la estrategia conceptual de todo el proceso de negociación con las FARC hasta agosto de 2016.
En junio de 2023, resultó herido cuando dos misiles balísticos rusos impactaron en un café en Kramatorsk, Ucrania, donde se encontraba junto con el escritor Héctor Abad Faciolince y  la escritora ucraniana Victoria Amelina, quien luego murió como resultado de sus heridas.

## Familia

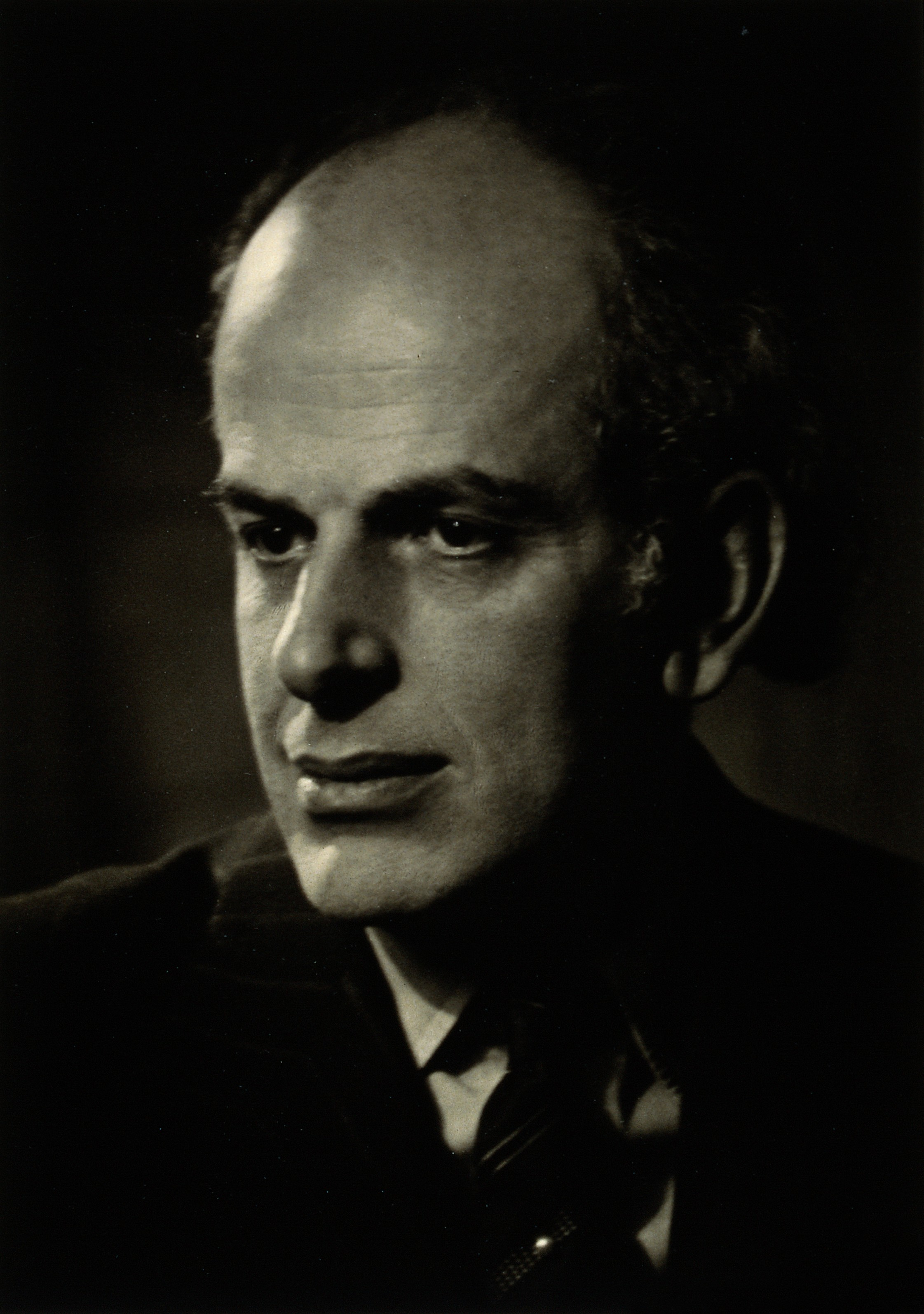
Su tío abuelo, el exministro Jaime Jaramillo Arango

Sergio Jaramillo Caro es miembro de varios círculos de la aristocracia bogotana y está emparentado con varios expresidentes de Colombia, pertenenciendo a las prestigiosas familias Caro, Jaramillo, Calderón y Nieto Caballero, entre otras.
Sus padres eran Juan Manuel Jaramillo Rueda y Cristina Caro Nieto, siendo el mayor entre sus hermanos Santiago y Felipe Jaramillo Caro.
Su padre era hijo del destacado jurista Rubén Jaramillo Arango, y sobrino del médico cirujano, diplomático y político liberal Jaime Jaramillo Arango, ministro de educación nombrado por Enrique Olaya Herrera en 1934, y embajador en Londres de 1939 a 1945, nombrado por Eduardo Santos y Alfonso López Pumarejo.  
Por otra parte, su madre era sobrina del abogado y banquero Eduardo Nieto Calderón, nieta del político liberal Luis Eduardo Nieto Caballero, y sobrina nieta del educador, psicólogo y abogado Agustín Nieto Caballero (confundador del Gimnasio Moderno de Bogotá).  Por esta línea familiar, la madre de Sergio Jaramillo es prima de María Elvira Samper, nieta también de Luis Eduardo Nieto Caballero.
Su madre también es nieta del banquero Julio Caro de Narváez, bisnieta del expresidente Miguel Antonio Caro, sobrina bisnieta de Margarita Caro de Holguín y tataranieta del filósofo José Eusebio Caro.